# وليام سميث (دراج)
وليام سميث (بالإنجليزية: William Smith)‏ مواليد 1893 - وفيات 1958، كان دراج جنوب أفريقي. سبق أن شارك في دورة الألعاب الأولمبية الصيفية وفاز بميدالية أولمبية.

## الميداليات
| الميدالية | المسابقة                       |
| --------- | ------------------------------ |
| فضية      | الألعاب الأولمبية الصيفية 1920 |
| برونزية   | الألعاب الأولمبية الصيفية 1920 |

## روابط خارجية
- وليام سميث على موقع أرشيف الدراجات (الإنجليزية)
- وليام سميث على موقع أوليمبيديا (الإنجليزية)